# Data callopistrioides
Data callopistrioides là một loài bướm đêm trong họ Noctuidae.